# Boč
Boč (978 mnm) je strma gora v Krajinskem parku Boč, v Bočkem pogorju, jugovzhodno nad Poljčanami, v jugovzhodnem delu Dravinjske doline. Je med zadnjimi gorami v pogorju Karavank.
Leta 1962 so na vrhu Boča postavili jeklen 20 (22?) metrov visok komunikacijski razgledni stolp, v bližini pa televizijski oddajnik (zaprto vojaško območje).
Pod vrhom na sedlu na nadmorski višini 658 m stoji Planinski dom na Boču, kjer je v bližini cerkev sv. Miklavža. Na sedlu pa je tudi Informacijsko središče Krajinskega parka.

## Geografija
Bočko pogorje je geološko in geografsko najvzhodnejši del Karavank, ki se nadaljujejo preko Donačke gore in z Maclja do Panonske nižine. Boč s svojimi 979 m nadmorske višine obvladuje pokrajino med Sotlo in Dravinjo in je viden daleč naokoli.
Po grebenu Boča teče razvodnica porečja Save in Drave. Reliefne oblike so vrhovi, grebeni, pobočja in male ravnice. Tukaj ni omembe vrednih površinskih vodotokov, saj je svet pretežno kraški in vode hitro poniknejo v kraško podzemlje. Na površje pridejo ob vznožju kot kraški izviri. Je pa v pogorju mnogo kraških pojavov: kraški izviri, jame, vrtače, požiralniki in pečine so pogosti. Območje Boča z okolico je zato uvrščeno med območja osamelega krasa.

### Geološka sestava
Na širšem območju Boča srečamo poleg apnenca in dolomita, ki sta značilna za kras, tudi paleozojske slabo prepustne in terciarne kamnine. V njih so pogosti skladi kakovostnega premoga, ki so ga v preteklosti izkoriščali. Iz južne geološke prelomnice, na prisojnimi strani gore, vre na dan zdravilna naravna mineralna voda. V bližini se je zato razvilo zdravilišče Rogaška Slatina.

## Dostopi
Makadamska cesta do oddajnika je speljana iz Studenic, druga, asfaltna cesta iz Zgornjih Poljčan pa vodi do planinskega doma. Na Boč pa vodi tudi več planinskih poti, ki se pri planinskem domu združijo v eno pešpot na vrh. 
Iz Poljčan se je mogoče povzpeti po: gozdni učni poti (tudi Detičkova pot) ali po poti čez Babo, apnenčast razgledni pomol, od koder je lep razgled na Poljčane, dolino Dravinje in jugovzhodno Pohorje.
Iz Kostrivnice, pot se začne pri kapeli v Zg. Kostrivnici, prav tako pelje markirana planinska pot, do vrha Boča dolga 2 uri hoda.
Zelo zanimiva je pot Zg. Gabrnik - Galke - Boč. Tudi zanjo potrebujemo 2 uri. Galke so po izgledu in vegetaciji podobne nižje ležečemu alpskemu svetu. In varianta iz Pečice - Zg. Gabrnik - Galke - Boč.

### Rastišče velikonočnice
Na Boču je rastišče redke in zaščitene velikonočnice (Pulsatilla grandis).

## Galerija fotografij
- Neurejen izvir mineralne vode pod Bočem
- Cerkev sv. Miklavža na sedlu pod Bočem
- Pobočje Galke s kamnolomom na poti na Boč